# Peckforton Castle

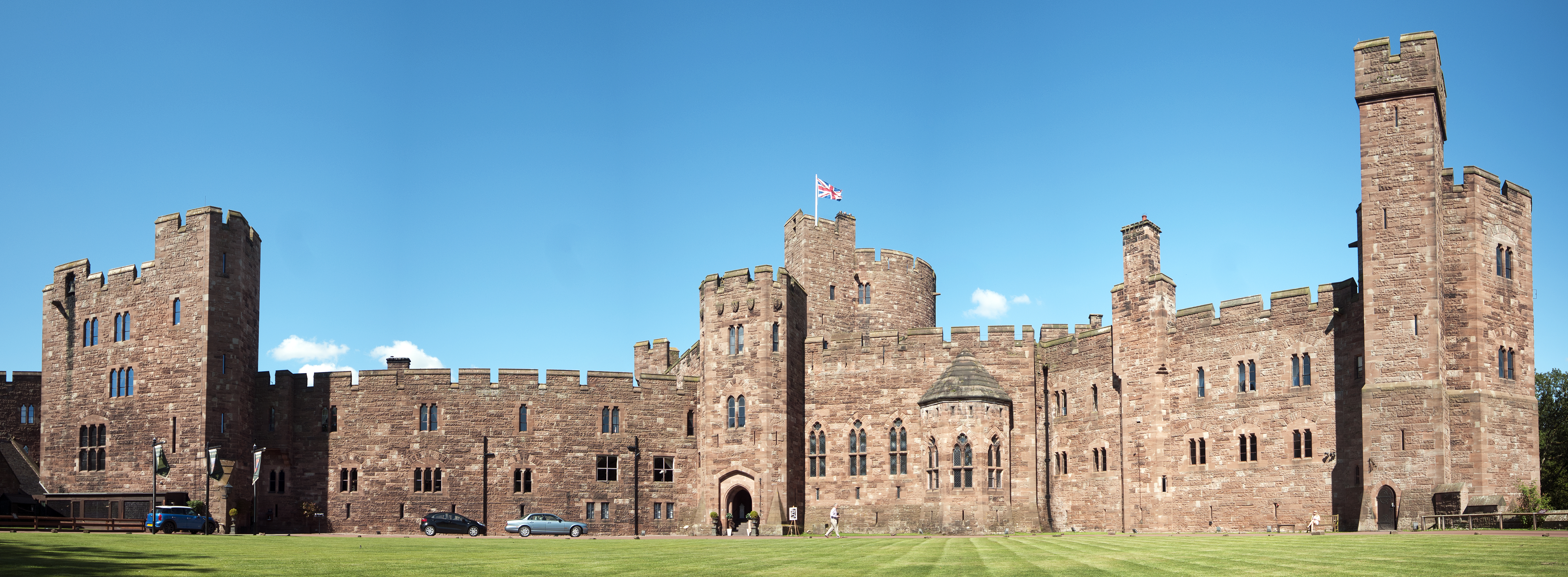
Peckforton Castle vom Burghof aus

Peckforton Castle ist ein Landhaus im Stil einer mittelalterlichen Burg, das in einem lichten Wald etwa 1,5 Kilometer nordwestlich des Dorfes Peckforton in der englischen Grafschaft Cheshire errichtet wurde. English Heritage hat es als historisches Gebäude I. Grades gelistet. Das Haus wurde Mitte des 19. Jahrhunderts als Familiendomizil für John Tollemache, einen reichen Landbesitzer aus Cheshire, Immobilienhändler und Mitglied des Parlamentes, errichtet. Anthony Salvin entwarf es im neugotischen Stil. Die Familie Tollernache lebte hier bis 1939. Im Zweiten Weltkrieg diente das Haus als Heim für körperbehinderte Kinder.
Seit 1939 wurde das Gebäude nicht mehr als Familienresidenz genutzt. In den 1970er- und 1980er-Jahren diente es als Kulisse für Kino- und Fernsehfilme. 1988 kaufte Evelyn Graybill das Landhaus und ließ es in ein Hotel umbauen. 2006 kaufte es die Familie Naylor. Seitdem finden dort auch Hochzeiten, Konferenzen und andere Veranstaltungen statt.

## Frühe Geschichte

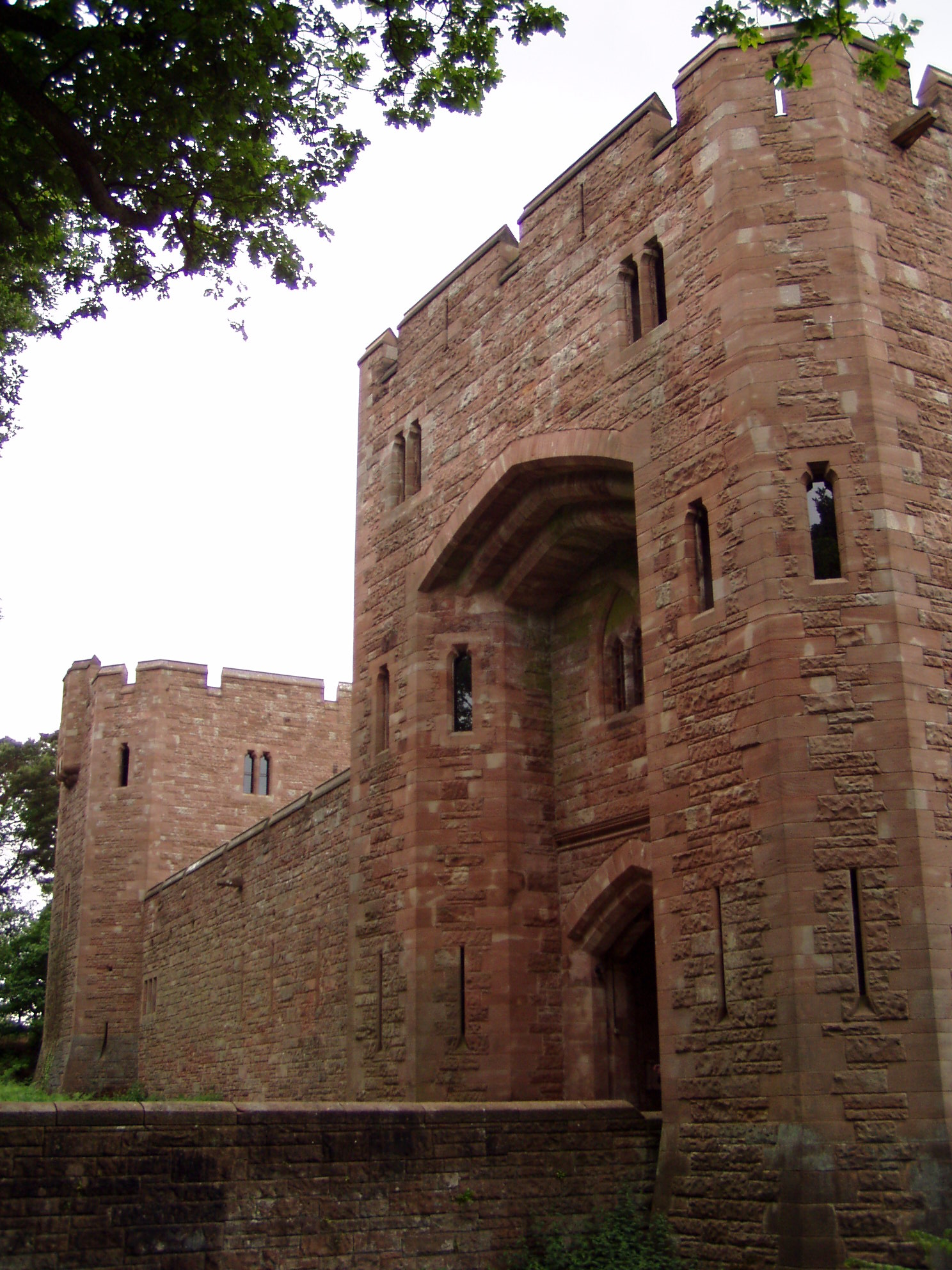
Blick vom Einfahrtstor auf Peckforton Castle

John Tollemache, der damals größte Landeigner in Cheshire, den William Ewart Gladstone als „den größten Immobilienmanager seiner Zeit“ nannte, ließ zwischen 1844 und 1850 Peckforton Castle bauen. Tollemaches Architekt erster Wahl war George Latham aus Nantwich, aber er wurde dann schließlich doch nicht beauftragt, wofür er eine Abstandszahlung von 2000 Pfund Sterling (180.000 Pfund Sterling in heutigem Geld) erhielt. Stattdessen beauftragt Tollemache Anthony Salvin, der einen besseren Ruf und mehr Erfahrung hatte und der bereits Arbeiten an Tollemaches Herrenhaus Helmingham Hall in Suffolk ausgeführt hatte. Die „Burg“ wurde von Dean and Son aus Leftwich mit Joseph Cookson aus Tarporley als Bauaufsicht errichtet. Die Bausteine kamen aus einem Steinbruch etwa 1,5 Kilometer westlich des Bauplatzes und wurden mit einer eigens dafür errichteten Schmalspurbahn zur Baustelle transportiert. Der Bau der „Burg“ kostete 60.000 Pfund Sterling (5,7 Millionen Pfund Sterling in heutigem Geld).
Obwohl Peckforton Castle als Familiensitz gedacht war, entsprach sein Entwurf dem einer mittelalterlichen Burg. Es hat ein Torhaus, ein Fallgatter, einen trockenen Burggraben, Außenfenster, die wenig größer als Schießscharten sind, und große Türme. 1851 schrieb The Illustrated London News, dass dies „die besonderen Reize von Carnarvon Castle zu zeigen scheint, und zwar ohne seine Unannehmlichkeiten“, und 1858 nannte es Sir George Gilbert Scott „das größte und am sorgsamsten und professionellsten ausgeführte gotische Herrenhaus der Gegenwart“ und „den höchsten Grad von Maskerade“. Es gilt als „die letzte ernsthaft befestigte Heimstatt in England“ und man sagt, dass „es nach höchsten Standards ausgeführt wurde und eines der großartigsten Bauten seiner Zeit ist“.
Man diskutierte über die Motive zum Bau einer mehr oder weniger kompletten Burg im mittelalterlichen Stil im 19. Jahrhundert. Obwohl er ein großartiger Immobilienmanager war, wurde Tollemache auch als „ein Mann von beträchtlicher Exzentrizität“ empfunden. ‚‘Dr. Jill Allibone‘‘ ist der Meinung, dass er sich und seine Familie möglicherweise vor den politischen Turbulenzen der Zeit schützen wollte. In einem leicht zu verteidigenden Gebäude wäre es ihm möglich gewesen, sich gegen jede Revolution des Mobs aus den nahegelegenen Städten Manchester oder Liverpool zu schützen. Ein möglicher praktischer Grund für den Bau solch einer stark befestigten Heimstätte anstatt einer Villa im Italianate-Stil war der Schutz vor widrigen Wetterbedingungen, die sich auf der Ebene von Cheshire einstellen konnten. Aber Durdey kommt zum Schluss, dass der entscheidende Faktor hierfür sein „großes Erbe“ war, sich mit einem Haus zu schützen, das „beeindruckend, dominant und passend für Cheshires größten Landbesitzer“ war.

## Lage
Peckforton Castle steht in einem lichten Wald am Nordende der Peckforton Hills auf einer Seehöhe von 143 Metern. Das Gelände fällt nach Norden und Westen steil ab und der Sandstone Trail, ein Weitwanderweg verläuft entlang dieser Hänge. Die Ruinen von Beeston Castle stehen auf einem weiteren steil abfallenden Hügel etwa 1,2 km nördlich von Peckforton Castle. Das Dorf Beeston befindet sich etwa 1,2 km nordöstlich des Anwesens und das Dorf Peckforton 1,6 km südöstlich davon. Die Zufahrt zum Grundstück zweigt von der Ortsverbindungsstraße zwischen Beeston und Peckforton ab.

## Architektur

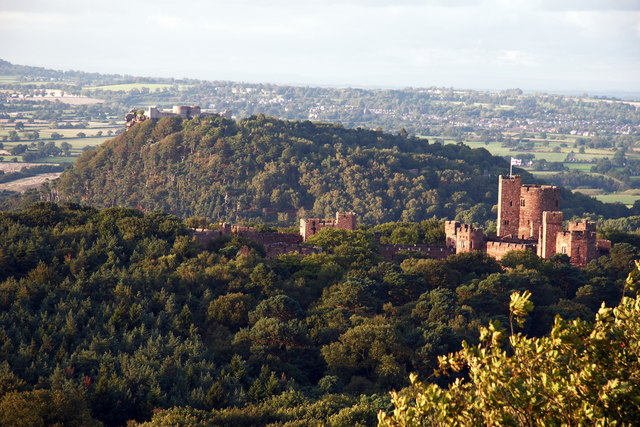
Peckforton Castle liegt rechts im Vordergrund und Beeston Castle auf dem Hügel dahinter.

### Burg

#### Äußeres
Die Burg ist mit rotem Sandstein verkleidet und besitzt Dächer aus Blei, Asphalt und Schindeln. Das Gebäude ist größtenteils dreistöckig; der Turm ist fünf Stockwerke hoch. Die Gebäude sind um einen Burghof herum angeordnet; das Hauptwohnquartier liegt an der Nordseite. Das Ensemble ist mit einem trockenen Burggraben umgeben, der am Torhaus von einer Brücke überspannt wird. Westlich des Innenhofes befinden sich die Stallungen, die Remise, ein rechteckiger Glockenturm, die Küchen und die Räume für die Bediensteten. Im Norden liegt der Trakt des Rittersaals, der 18 Joche breit ist. Hinter dem Eingang zum Rittersaal liegt der runde Hauptturm. Am östlichen Ende des Galerieflügels findet man den achteckigen Bibliotheksturm. Die Außenmauern der Burg sind an jeder Ecke auf voller Höhe mit schlanken Tourellen versehen. Konsolentafeln stützen Teile der Zinnen. In den Mauern finden sich Schießscharten und das Torhaus hat einen Aborterker. Das flache Dach ist mit einer zinnenbewehrten Brüstung ausgestattet.

#### Innenräume
Die Vorhalle führt in den Rittersaal, der einen mit Minton-Fliesen belegten Boden und einen großen, steinernen Kaminsims aufweist. Im Ostflügel befindet sich die Lange Galerie mit Eichenvertäfelung an Wand und Decke und einem weiteren Kaminsims. Hinter der Langen Galerie liegen ein unregelmäßig geformter Billardraum und ein Salon. Südlich davon befindet sich die Bibliothek. Hinter dem Rittersaal liegt das Haupttreppenhaus. Der runde Turm an der Nordwestecke enthält das achteckige Speisezimmer mit einem Boden aus Minton-Fliesen, zwei offenen Kaminen und einem Gewölbe aus acht Rippen, die zu einer zentralen Bosse hin verlaufen. Der Raum enthält eine Anrichte aus Eichenholz mit einem geschnitzten Grünen Mann. Unter dem Speisezimmer liegt der Weinkeller. Im fünften Stock des runden Turms liegt ein Raum, der zum Racketsspielen gedacht war und über eine steinerne Wendeltreppe erreichbar ist.

### Gärten
Die Burg hat keinen formellen Garten, aber am unteren Ende der Zufahrt gab es Küchengärten mit Gemüsegarten, Obsthainen, ausgedehnten Gewächshäusern und einer großen Orangerie. Es waren dort sogar einmal 17 Gärtner angestellt.

### Kapelle
An der Ostseite des Burghofes liegt die private Kapelle der Familie, ein als historisches Gebäude II*. Grades gelistetes Bauwerk. Sie wurde ebenfalls von Salvin geplant, ist aus mit Fels verkleidetem Sandstein errichtet und hat ein geschindeltes Dach. Sie besteht aus dem Hauptschiff mit zwei Jochen, einem Südflügel, einer Sakristei und einem schmaleren, niedrigeren Chor mit einem Joch. An den Giebelenden von Hauptschiff und Chor befinden sich Dachkreuze. Über dem Bogen des Chors sitzt kreuzförmiges Glockentürmchen. Im Inneren der Kapelle teilt eine Arkade aus drei Spitzbögen den Südflügel vom Hauptschiff. Das Altarretabel besteht aus Eichenholz und das Vaterunser und die Zehn Gebote sind eingeschnitzt. Das Chor- und Kirchengestühl ist mit geschnitzten Köpfen verziert. Das Baptisterium am Westende enthält ein steinernes Taufbecken mit einem Deckel aus geschnitztem Eichenholz. Auch wenn die Kapelle als „bescheidenes Gebäude“ gilt, so „komplettiert sie doch das Ensemble“ der Burg.

### Eingangsloge
Die Eingangsloge südöstlich der Burg wurde ebenfalls als historisches Gebäude II*. Grades gelistet. Sie wurde auch von Salvin entworfen und ist aus roten Ziegeln und Steinen erbaut. Ihr Dach ist geschindelt. Sie besteht aus einem Torweg mit einer runden Tourelle dahinter sowie einer zweistöckigen Loge links davon.

## Spätere Geschichte und derzeitige Nutzung

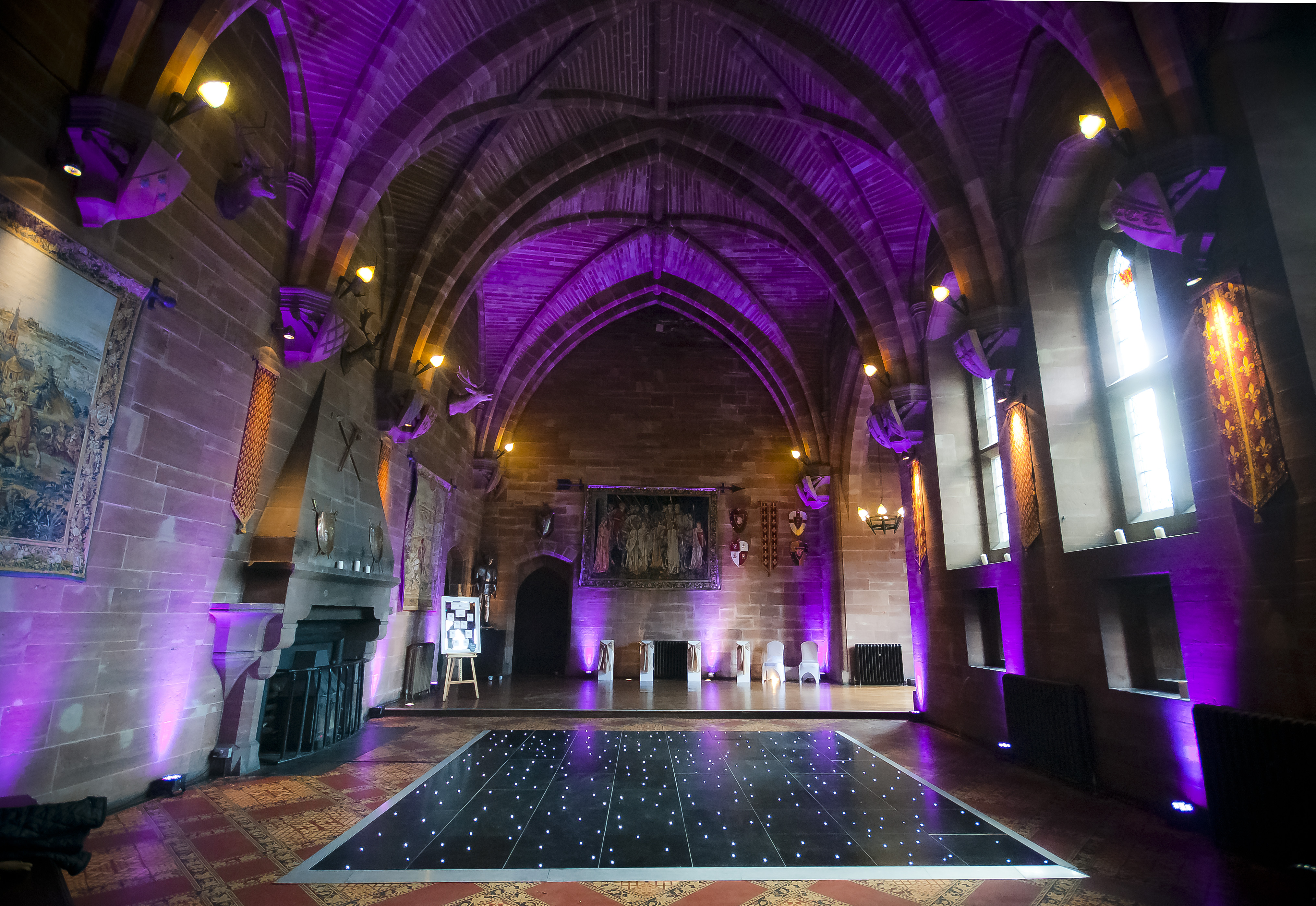
Ein formeller Raum, dekoriert für eine Hochzeitsfeier

Bevor Wilbraham Tollemache, 2. Baron Tollemache, in die „Burg“ einzog, ließ er eine Zentralheizung und elektrisches Licht installieren. 1922 begann eine große Aufforstungsaktion in den Peckforton Hills und der so entstehende lichte Wald erhielt den Status einer Site of Special Scientific Interest. Bentley Tollemache, 3. Baron Tollemache, Enkel von Wilbraham Tollemache, und seine Familie verließen Peckforton Castle bei Ausbruch des Zweiten Weltkrieges 1939. Im Krieg diente die „Burg“ als Heim für körperlich behinderte Kinder, die aus dem Großraum London evakuiert worden waren. Bentley Tollemache starb 1955 und, da er keinen Sohn hatte, fiel das Anwesen an seinen Vetter, John Tollemache. In den 1970er-, 1980er- und Anfang der 1990er-Jahre diente die Burg als Kulisse für Kino- und Fernsehfilme, z. B. The Time Warrior aus Doctor Who, gesendet 1973–1974, und der 1991 gedrehter Film Robin Hood – Ein Leben für Richard Löwenherz mit Patrick Bergin und Uma Thurman in den Hauptrollen. Von 1982 bis 1986 fand Treasure Trap, eines der ersten Life-Action-Role-Playing-Spiele der Welt, auf dem Gelände statt. 1988 kaufte eine US-Amerikanerin, Evelyn Graybill, Peckforton Castle für £ 1 Mio. Sie ließ den größten Teil der Gebäude renovieren und erhielt eine Baugenehmigung zum Umbau in ein Hotel. 2006 heiratete Chris Naylor in dem Hotel und in der Folge kauften er und seine Familie das Anwesen. Peckforton Castle dient heute als Luxushotel und Veranstaltungsort für Hochzeiten und Firmenfeiern. Im Juni 2011 wurde das Gebäude durch einen Brand während einer Hochzeitsfeier stark beschädigt, wodurch ein Schaden von etwa £ 6 Mio. entstand. Im Dezember 2011 bekannte sich der Bräutigam als der Brandstiftung schuldig.